# Omarosa Manigault

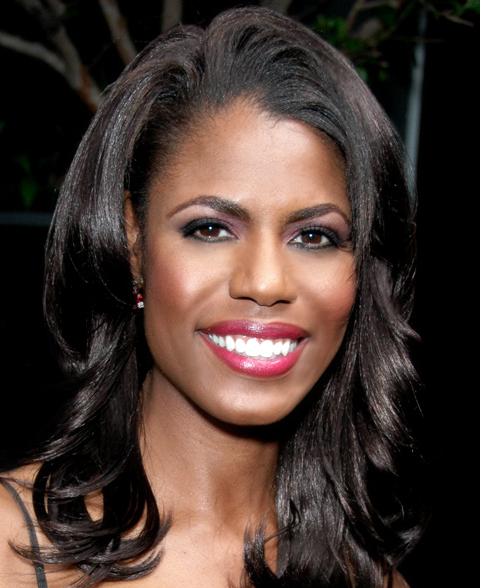
Omarosa Manigault-Newman (2008)

Omarose Onee Manigault-Newman (* 15. Februar 1974 in Youngstown, Ohio, Vereinigte Staaten) ist eine US-amerikanische Reality-TV-Darstellerin und Buchautorin, die durch die Realityshow The Apprentice von Donald Trump bekannt wurde. Von Januar bis zu ihrer Entlassung im Dezember 2017 war sie Kommunikationsdirektorin des Büros des Weißen Hauses für öffentliche Beteiligung und zwischenstaatliche Angelegenheiten von Präsident Donald Trump. Im August 2018 veröffentlichte sie ein Buch über ihre Zeit dort.

## Leben
Manigault machte 1996 einen Bachelor-Abschluss in Journalismus an der Central State University in Wilberforce, Ohio und später einen Master-Abschluss an der Howard University in Washington, DC.
In ihrer Bewerbung zur Reality Show The Apprentice gab sie an, im Weißen Haus für Präsident Clinton gearbeitet zu haben. Nach ihrem Ausscheiden aus der Show beschuldigte sie ihre Mitkandidatin Ereka Vetrini, rassistische Bemerkungen über sie gemacht zu haben. Vetrini bestritt dies jedoch vehement. Seinen Höhepunkt erreichte dieser Disput, als sich Vetrini in der Howard Stern Show einem Lügendetektortest unterzog.
Nach The Apprentice trat Manigault unter anderem in den Shows Fear Factor, The Big Idea with Donny Deutsch und The Surreal Life auf und vermarktet sich mittlerweile mit nicht unerheblichem Erfolg selbst. 2008 war sie auch in der Serie Celebrity Apprentice zu sehen.

### Zeit im Weißen Haus
Am 4. Januar 2017 ernannte Donald Trump Manigault zur Kommunikationsdirektorin des Büros des Weißen Hauses für öffentliche Beteiligung und zwischenstaatliche Angelegenheiten („White House Office of Public Engagement and Intergovernmental Affairs“).
Den Posten als Kommunikationsdirektorin gab sie am 13. Dezember 2017 mit Wirkung zum 20. Januar 2018 wieder auf. Gegenüber der Presse bestritt sie Gerüchte, dass sie von Stabschef John F. Kelly entlassen wurde und es dabei zu tumultartigen Szenen gekommen sei. Vor der Veröffentlichung ihres Buches Unhinged im August 2018 machte sie eine Audioaufzeichnung ihres Entlassungsgesprächs mit Stabschef Kelly publik, das im streng vertraulichen „Situation Room“ stattgefunden hatte, in dem keine elektronischen Geräte erlaubt sind. Am Tag danach veröffentlichte sie ein ebenfalls heimlich aufgenommenes vertrauliches Gespräch mit dem US-Präsidenten selbst.
In dem Buch über das Weiße Haus unter Präsident Trump wirft Omarosa Manigault-Newman dem US-Präsidenten ungezügeltes Verhalten und rassistische Äußerungen vor, ohne dies jedoch beweisen zu können. Darüber hinaus bezeichnet sie Trump als „zerstreut, selbstbezogen, frauenfeindlich und unsicher“. Das Weiße Haus bezeichnete das Buch als voll „mit Lügen und falschen Anschuldigungen“. Newman selbst gab an, dass ihr nach ihrer Entlassung eine „ranghohe Position“ im Wahlkampfteam für die Wiederwahl Trumps 2020 angeboten wurde. Dieses Angebot sei jedoch zusammen mit einem strengen Stillschweigeabkommen erfolgt.

### Privates
Von 2000 bis 2005 war sie mit Aaron Stallworth verheiratet und führte in dieser Zeit den Nachnamen Manigault-Stallworth. Von August 2010 bis zu dessen Tod am 3. September 2012 war sie mit dem US-Schauspieler Michael Clarke Duncan liiert. Am 8. April 2017 heiratete sie John Allen Newman, Pastor der Sanctuary at Calvary Church in Jacksonville, Florida.

## Publikationen
- Unhinged: An Insider's Account of the Trump White House. Simon and Schuster, 2018, 368 S., ISBN 978-1-471-18045-3 (eingeschränkte Vorschau in der Google-Buchsuche); deutsch: Entgleisung: Eine ehemalige Mitarbeiterin von Donald Trump packt aus, Piper, 2018, 384 S., ISBN 978-3-492-05960-2